# C'eravamo tanto amati
C'eravamo tanto amati (títulos en español: Una mujer y tres hombres y Nos habíamos querido tanto) es una película italiana de 1974 dirigida por Ettore Scola y  protagonizada por Stefania Sandrelli, Vittorio Gassman, Nino Manfredi, Stefano Satta Flores y Aldo Fabrizi. Considerado uno de los mejores filmes de Scola, fue celebrado en su momento como un vivaz retrato social de la Italia de posguerra mostrando actitudes de arribismo y cinismo vital en el contexto del crecimiento económico italiano durante los años de il boom economico en las décadas de 1945 hasta 1970.

## Argumento
La película gira en torno a la conducta de tres amigos, Nicola, Antonio, y Gianni, después de haberse conocido en una de las batallas de la Segunda Guerra Mundial. Se les ve en plena nieve luchando contra fuerzas alemanas con metralletas en mano, como partisanos antifascistas en 1944, trabando una estrecha amistad entre los tres, y compartiendo sus sueños para cuando acabe la contienda.
La acción salta al año 1948, con la guerra ya concluida y donde los tres amigos se insertan en la sociedad italiana de posguerra, siguiendo muy diferentes caminos. 
- La película expone primero a Gianni (Vittorio Gassman) el abogado socialista que se inicia en el bufete legal de La Rosa un político de izquierdas con muchas ambiciones. Acepta todas las maquinaciones que le propone su jefe, y en una ocasión éste le exige defender a un empresario millonario, Catenacci, al que se acusa de responsabilidad civil por la muerte de dos obreros en una construcción dirigida por su compañía constructora. Catenacci ofrece a Gianni un soborno si acepta pese a todo defenderlo ante el tribunal de justicia; Gianni ni acepta ni rechaza el soborno, pero al final termina defendiendo exitosamente a Catenacci, quien queda impresionado con la habilidad y tenacidad de su joven abogado.
- Nicola (Stefano Satta Flores) es el intelectual y profesor, de ideología comunista y expulsado de su cátedra en una pequeña ciudad de provincia tras pelearse con el derechista director de la cátedra a causa del filme Ladrón de bicicletas. Su esposa Gabriela, le dice llorando que pida perdón al director para recuperar su empleo, en tanto necesitan de su salario ella y Tomassino, el hijo de la pareja. Nicola no lo hace y deja a su familia, irresponsablemente, proyectando convertirse en crítico cinematográfico y cumplir así su viejo sueño de juventud. Nicola fracasa en todos sus intentos de convertirse en un crítico reconocido, mientras sus proyectos intelectuales nunca llegan a concretarse. Años después Nicola gana un premio en un concurso de conocimientos en la TV, pero por arriesgado acepta apostar las más de 125 mil liras del premio mayor a cambio de un Fiat 600, enfrentando una última pregunta. Nicola no logra responder correctamente y pierde todo el dinero acumulado en el premio. Eso deprime a Nicola, quien se reconcilia con Gabriela, pero aún se siente como un fracaso viviente, reflexionando ante su amigo Antonio "quisimos cambiar el mundo y el mundo nos ha cambiado".
- Antonio (Nino Manfredi), es afiliado al Frente Popular, barchilón del hospital en Roma quien al final se casa con Luciana, la joven que conoció en el hospital. Cuando Luciana le deja por su amigo Gianni, Antonio parece aceptar la situación con indiferencia, pero tras una primera sorpresa golpea a Gianni antes de dejarlo ir. Posteriormente, Luciana y Gianni se van a vivir juntos por unos años hasta que Gianni la abandona por Elide, una joven de familia adinerada. Antonio asciende en la burocracia hospitalaria y reencuentra a Luciana años después, cuando ella trata —sin éxito— de ser una consagrada actriz, pero enterado de su romance breve de Nicola y ella, corta toda relación con ambos y sólo se reconcilia con ellos tras varios años. Tiempo después, la trama revela que Antonio y Luciana vuelven a ser pareja, se casan, y tienen un hijo juntos.
- Elide Catenacci (Giovanna Ralli), la hija del millonario cliente de Gianni, que componía versos a su padre, jovencita muy de casa, se enamora del abogado Gianni. Aunque realmente Elide carece de formación cultural, ve en Gianni un tipo ambicioso y destinado al dinero y la fama. Al conocer los sentimientos de Elide, Gianni abandona a Luciana con afán de acercarse al ambiente de riquezas con el que sueña. Elide y Gianni se casan, tienen dos hijos, y viven como cualquier familia de la burguesía adinerada, aunque Gianni empieza a mostrar que su interés por Elide se debe solo a sus ansias de "ascenso social". Años después, sintiéndose abandonada por Gianni, quien prefiere sus intrigas de trabajo a su familia y su esposa, Elide le confiesa una infidelidad con otro hombre. Gianni duda de la veracidad de tal noticia, creyendo que su esposa solamente trata de impresionarle; esta reacción deprime aún más a Elide, quien toma su automóvil y se estrella en el límite de la carretera, suicidándose. El hecho impacta fuertemente a Gianni, quien se nota solitario y abatido en tanto sus hijos, ya bastante crecidos para entonces, rehúsan hacer vida familiar con él.
- El millonario Catenacci (Aldo Fabrizi), que decía "los millonarios somos solitarios porque somos pocos...", dedicado a la construcción, tiene problemas con la justicia que lo acusa de corruptor, evasor de impuestos y explotador con sus trabajadores, dos de los cuales mueren en sus obras. Catenacci vive en la enorme casa de su yerno, con quien pelea poco después de su boda con Elide. Años después, Catenacci termina entregando el control de sus negocios a Gianni, al sentirse cada vez más viejo. Tras la muerte de Elide, Catenacci rechaza salir de la casa, aun a costa de compartirla con su yerno.
- La joven a la que cortejan los tres protagonistas es Luciana (Stefania Sandrelli), primero novia de Antonio, luego pareja de Gianni hasta que éste la abandona y que después tiene un breve amorío con Nicola cuando éste deja a su esposa. Luciana trata de convertirse en una famosa actriz de cine, pero fracasa en su empeño; y años después vuelve a ser pareja de Antonio, con quien tiene un hijo. Cuando al final del filme Nicola y Gianni se reencuentran con Antonio tras casi 25 años del final de la guerra, lo hallan casado con Luciana. Entonces Gianni, abrumado por la muerte de Elide y abandonado por sus dos hijos ya adolescentes, le confiesa su amor; pese a esto Luciana le confiesa que hace muchos años dejó de pensar en Gianni.

## Reparto
- Nino Manfredi: Antonio.
- Vittorio Gassman: Gianni Perego.
- Stefania Sandrelli: Luciana Zanon.
- Stefano Satta Flores: Nicola Palumbo.
- Giovanna Ralli: Elide Catenacci, hija de Rómolo.
- Aldo Fabrizi: Rómolo Catenacci.
- Elena Fabrizi: la esposa de Rómolo Catenacci.
- Fiammetta Baralla: Maria Catenacci.
- Marcella Michelangeli: Gabriella, la esposa de Nicola.
- Ugo Gregoretti: el presentador.
- Mike Bongiorno: él mismo.
- Federico Fellini: él mismo.
- Marcello Mastroianni: él mismo.
- Vittorio De Sica: él mismo.
- Nello Meniconi: él mismo.
- Guidarino Guidi: él mismo.
- Alfonso Crudele: Edoardo.
- Isa Barzizza: Elena.

## Premios
- Premio Festival de Cine de Moscú Mejor film.
- Premios César 1977 Mejor película extranjera.
- Premio Nastro d'argento actor secundario, actriz secundaria.